# Parížske močiare
Parížske močiare este o arie protejată (arie de protecție specială avifaunistică — SPA) din Slovacia întinsă pe o suprafață de 376,58 ha, integral pe uscat.

## Localizare
Centrul sitului Parížske močiare este situat la coordonatele 47°52′20″N 18°28′35″E / 47.872155°N 18.476495°E.

## Înființare
Situl Parížske močiare a fost declarat arie de protecție specială avifaunistică în iulie 2003 pentru a proteja 7 specii de animale.

## Biodiversitate
Situată în ecoregiunea panonică, aria protejată nu include niciun habitat protejat.
La baza desemnării sitului se află mai multe specii protejate de  păsări (7): privighetoare-de-baltă (Acrocephalus melanopogon), gâscă cenușie (Anser anser), erete de stuf (Circus aeruginosus), stârc pitic (Ixobrychus minutus), prigoare (Merops apiaster), Porzana parva parva, rață cârâitoare (Spatula querquedula).